# Dysstroma grisea-insolida
Dysstroma grisea-insolida är en fjärilsart som beskrevs av Müller 1931. Dysstroma grisea-insolida ingår i släktet Dysstroma och familjen mätare. Inga underarter finns listade i Catalogue of Life.